# Scheloribates sine
Scheloribates sine är en kvalsterart som beskrevs av Kulijev 1979. Scheloribates sine ingår i släktet Scheloribates och familjen Scheloribatidae. Inga underarter finns listade i Catalogue of Life.